# Mudzafar Shah I di Kedah
Paduka Sri Sultan Muzaffar Shah I (... – 27 luglio 1179) è stato sultano di Kedah dal 1136 al 1179.
Nacque con il nome di Phra Ong Mahawangsa e inizialmente, come tutta la gente del suo regno, professava l'induismo.
Era figlio del re Maha Jiwa. Fu proclamato re del Kalaha per sostituire suo padre e prese residenza nella città di Kota Bukit Meriam. Ripetutamente monitorò le colonie del suo reame. A quel tempo, il fiume Babur fu ribattezzato Sungai Merbuk mentre Kuala Babur prese il nome di Kuala Merbuk.
Nel 1136 lo sceicco Abdullah Al Qumairi insieme a undici dei suoi uomini partirono per un viaggio nel golfo del Bengala diretti nello Yemen. Giunti a Kuala Sungai Merbuk vennero ricevuti dal sovrano. I visitatori esposero gli insegnamenti dell'Islam e le sue leggi al monarca e ai suoi ministri. Questi accettarono di abbracciare la nuova religione di fronte allo sceicco. Desiderò anche cambiare il suo nome. Lo sceicco Abdullah celebrò le preghiere della circoncisione. Al termine della preghiera gli assegnò il nome di "Daulat Tuanku Zillullah Fil Alam Al Sultan Muadzaffar Shah".
Un giorno, lo sceicco Abdullah lo pregò di costruire una torre sulla cima del monte Jerai per recitare la parola di Allah. Abdullah si ammalò e morì prima che l'edificio fosse terminato. Il suo corpo fu sepolto sulla cima del monte Jerai. L'uomo che visitò lo sceicco Abdullah tornò a palazzo con profonda tristezza.
Mudzafar Shah I ordinò a Tengku Muazzam di governare la città di Kota Palas, a Wang Tepus di governare il nord del Kedahk, all'ammiraglio Raja Sulaiman di governare le regioni costiere e a Raja Muda Mahmud di governare l'est del Kedah.
Si sposò ed ebbe tre figli.
Morì il 20 luglio 1179 a causa di un'inondazione e fu sepolto nel cimitero di Kota Bukit Meriam.